# Covarrubias
|  | Per a altres significats, vegeu «Covarrubias (desambiguació)». |

Covarrubias és un municipi de la província de Burgos al dus de la ciutat homònima. Hi passa el riu Arlanza (afluent de l'Arlanzón). Prop de Covarrubias es troben el Monestir de Silos i Lerma.

## Història
A Covarrubias hi fou enterrada (1032), sota l'altar major de la Col·legiata de Sant Cosme i Sant Damià, Na Urraca, (Benedictina), filla de Garcia I de Castella fundador de la mencionada Col·legiata i també hi ha soterrada la princesa Cristina de Noruega, muller de l'Infant Don Felip (s. XIII).
El 1524 neix a la vila el Divino Vallés, metge de cambra del rei Felip II i exponent espanyol de la medicina renaixentista.

## Llocs d'interès
- Torreón
- Arxivo (Arxiu)
- Plaza de Doña Sancha (Plaça de Doña Sancha)
- el Piélago

## Demografia
| 1842 |  | 1857 |  | 1860 |  | 1877 |  | 1887 |  | 1897 |  | 1900 |  | 1910 |  | 1920 |  | 1930 |  | 1940 |  | 1950 |  | 1960 |  | 1970 |  | 1981 |  | 1991 |  | 2001 |
| ---- |  | ---- |  | ---- |  | ---- |  | ---- |  | ---- |  | ---- |  | ---- |  | ---- |  | ---- |  | ---- |  | ---- |  | ---- |  | ---- |  | ---- |  | ---- |  | ---- |
| 879  |  | 1558 |  | 1622 |  | 1763 |  | 1747 |  | 1767 |  | 1685 |  | 1691 |  | 1403 |  | 1503 |  | 1541 |  | 1381 |  | 1161 |  | 978  |  | 663  |  | 629  |  | 618  |

## Personatges il·lustres
- Juan Núñez Casado[1] (1908-1936), religiós de la Congregació dels Germans Maristes, amb el nom de Germà Vivencio, beatificat amb 498 Víctimes de la persecució religiosa durant la Guerra Civil Espanyola, el 28 d'octubre de 2007 a Roma[2]